# Ведаш
Ведаш (рум. Vădaș) — село у повіті Муреш в Румунії. Входить до складу комуни Няуа.
Село розташоване на відстані 245 км на північний захід від Бухареста, 22 км на південний схід від Тиргу-Муреша, 99 км на схід від Клуж-Напоки, 107 км на північний захід від Брашова.

## Населення
За даними перепису населення 2002 року у селі проживала 401 особа.
Національний склад населення села:
| Національність | Кількість осіб | Відсоток |
| -------------- | -------------- | -------- |
| угорці         | 368            | 91,8%    |
| цигани         | 31             | 7,7%     |

Рідною мовою назвали:
| Мова      | Кількість осіб | Відсоток |
| --------- | -------------- | -------- |
| угорська  | 367            | 91,5%    |
| циганська | 32             | 8,0%     |